# Arc-et-Senans
Pour les articles homonymes, voir Arc.
Arc-et-Senans, prononcé [aʁkes(ə)nɑ̃], est une commune française située dans le département du Doubs, la région culturelle et historique de Franche-Comté et la région administrative Bourgogne-Franche-Comté.
Elle abrite la saline royale d'Arc-et-Senans de Claude-Nicolas Ledoux, architecte français, inscrite sur la liste du patrimoine mondial de l'Unesco depuis 1982.

## Géographie

Représentations cartographiques de la commune
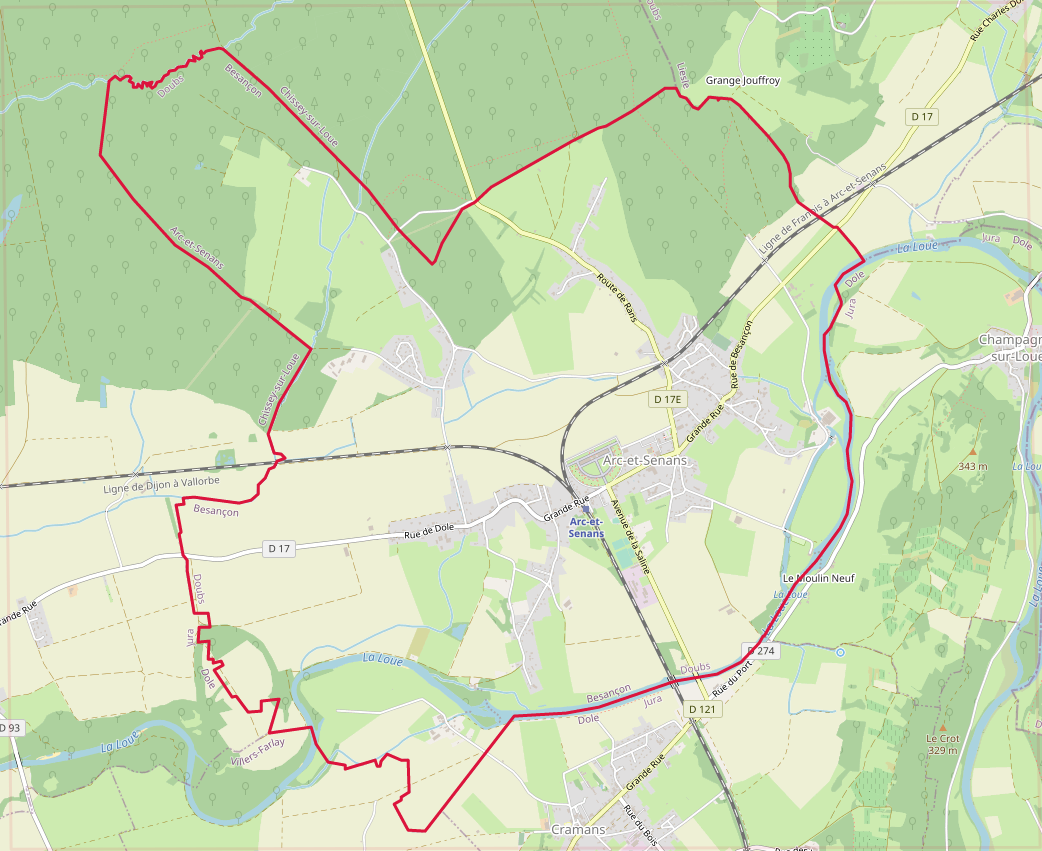
Carte OpenStreetMap.
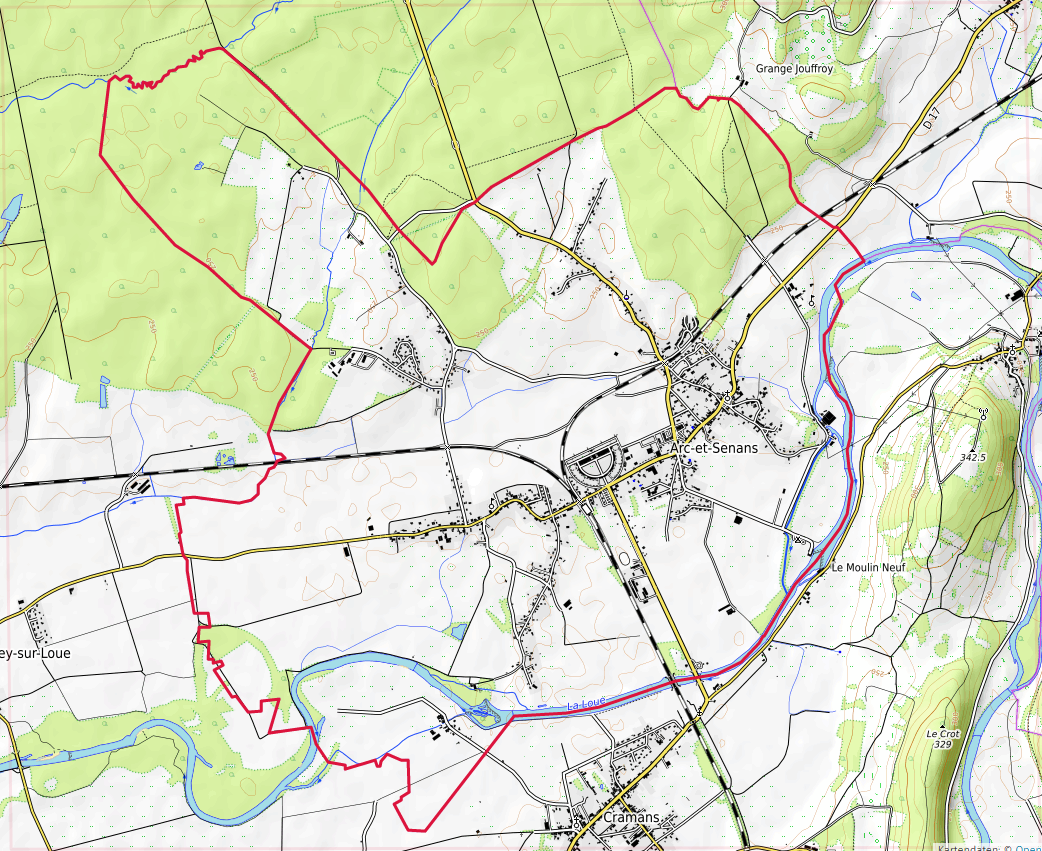
Carte topographique.

Arc-et-Senans est un gros bourg du Doubs peuplé de 1 580 habitants (chiffre Insee 2014). Il se situe entre la rivière la Loue et la forêt de Chaux à 250 mètres d'altitude. Le village est assez étendu et composé de plusieurs hameaux : Arc, Senans et le Vernois ne font pour ainsi dire qu'une seule agglomération. Les hameaux du Deffois, du moulin Toussaint, de Roche sur Loue sont séparés. La particularité du Moulin Toussaint est qu'il faut passer par la commune voisine de Cramans sise dans le département du Jura pour y accéder. En effet, Il n'y a pas de pont pour desservir directement ce lieu-dit. La vie économique d'Arc-et-Senans est largement tournée vers le tourisme. La Saline royale attire 150 000 visiteurs par an (année 2000). En outre, une petite industrie s'y est développée, tournée principalement vers le bois et dans une moindre mesure la plasturgie. Ajoutons pour finir que la place de l'agriculture n'est pas à négliger : il y a encore près d'une dizaine d'exploitations. Traditionnellement, elle est tournée vers l'élevage de bovins laitiers et la culture céréalière.

### Communes limitrophes
Les communes limitrophes sont  Champagne-sur-Loue, Chissey-sur-Loue, Cramans, Liesle et Villers-Farlay.

### Climat
Pour des articles plus généraux, voir Climat de la Bourgogne-Franche-Comté et Climat du Doubs.
En 2010, le climat de la commune est de type climat de montagne, selon une étude du Centre national de la recherche scientifique s'appuyant sur une série de données couvrant la période 1971-2000. En 2020, Météo-France publie une typologie des climats de la France métropolitaine dans laquelle la commune est exposée à un climat semi-continental et est dans la région climatique Jura, caractérisée par une forte pluviométrie en toutes saisons (1 000 à 1 500 mm/an), des hivers rigoureux et un ensoleillement médiocre.
Pour la période 1971-2000, la température annuelle moyenne est de 10,7 °C, avec une amplitude thermique annuelle de 17,5 °C. Le cumul annuel moyen de précipitations est de 1 162 mm, avec 12,6 jours de précipitations en janvier et 9,1 jours en juillet. Pour la période 1991-2020, la température moyenne annuelle observée sur la station météorologique installée sur la commune est de 11,7 °C et le cumul annuel moyen de précipitations est de 1 182,8 mm. 
La température maximale relevée sur cette station est de 41,5 °C, atteinte le 13 août 2003 ; la température minimale est de −25 °C, atteinte le 2 janvier 1971,,.
| Mois                                  | jan.           | fév.           | mars             | avril         | mai           | juin           | jui.         | août          | sep.          | oct.          | nov.             | déc.          | année     |
| ------------------------------------- | -------------- | -------------- | ---------------- | ------------- | ------------- | -------------- | ------------ | ------------- | ------------- | ------------- | ---------------- | ------------- | --------- |
| Température minimale moyenne (°C)     | −0,8           | −0,8           | 1,7              | 4,4           | 8,7           | 12,2           | 13,9         | 13,5          | 10            | 6,8           | 2,6              | 0,1           | 6         |
| Température moyenne (°C)              | 3              | 4              | 7,6              | 11            | 15,2          | 18,9           | 20,9         | 20,5          | 16,4          | 12,2          | 6,9              | 3,7           | 11,7      |
| Température maximale moyenne (°C)     | 6,8            | 8,7            | 13,5             | 17,6          | 21,6          | 25,6           | 27,9         | 27,5          | 22,7          | 17,5          | 11,1             | 7,3           | 17,3      |
| Record de froid (°C) date du record   | −25 02.01.1971 | −23 20.02.1956 | −17,5 06.03.1971 | −8 15.04.1957 | −5 09.05.1957 | 0,5 12.06.1967 | 3 18.07.1970 | 3 29.08.1998  | −1 29.09.1972 | −8 30.10.1955 | −11,5 27.11.1985 | −20 20.12.09  | −25 1971  |
| Record de chaleur (°C) date du record | 18,8 01.01.23  | 22,6 24.02.21  | 26,2 31.03.21    | 30 30.04.05   | 34,5 25.05.09 | 38 22.06.03    | 40 25.07.19  | 41,5 13.08.03 | 37 05.09.1949 | 32 07.10.09   | 24 11.11.1995    | 20 18.12.1989 | 41,5 2003 |
| Précipitations (mm)                   | 91,1           | 85,1           | 86,8             | 87,7          | 110,5         | 92,3           | 93,1         | 96,5          | 97,6          | 110,8         | 119,1            | 112,2         | 1 182,8   |

| Diagramme climatique                                  |             |             |             |              |              |              |              |            |              |              |             |
| J                                                     | F           | M           | A           | M            | J            | J            | A            | S          | O            | N            | D           |
| 6,8−0,891,1                                           | 8,7−0,885,1 | 13,51,786,8 | 17,64,487,7 | 21,68,7110,5 | 25,612,292,3 | 27,913,993,1 | 27,513,596,5 | 22,71097,6 | 17,56,8110,8 | 11,12,6119,1 | 7,30,1112,2 |
| Moyennes : • Temp. maxi et mini °C • Précipitation mm |             |             |             |              |              |              |              |            |              |              |             |

Les paramètres climatiques de la commune ont été estimés pour le milieu du siècle (2041-2070) selon différents scénarios d'émission de gaz à effet de serre à partir des nouvelles projections climatiques de référence DRIAS-2020. Ils sont consultables sur un site dédié publié par Météo-France en novembre 2022.

## Urbanisme

### Typologie
Au 1er janvier 2024, Arc-et-Senans est catégorisée commune rurale à habitat dispersé, selon la nouvelle grille communale de densité à 7 niveaux définie par l'Insee en 2022.
Elle est située hors unité urbaine. Par ailleurs la commune fait partie de l'aire d'attraction de Besançon, dont elle est une commune de la couronne,. Cette aire, qui regroupe 310 communes, est catégorisée dans les aires de 200 000 à moins de 700 000 habitants,.

### Occupation des sols

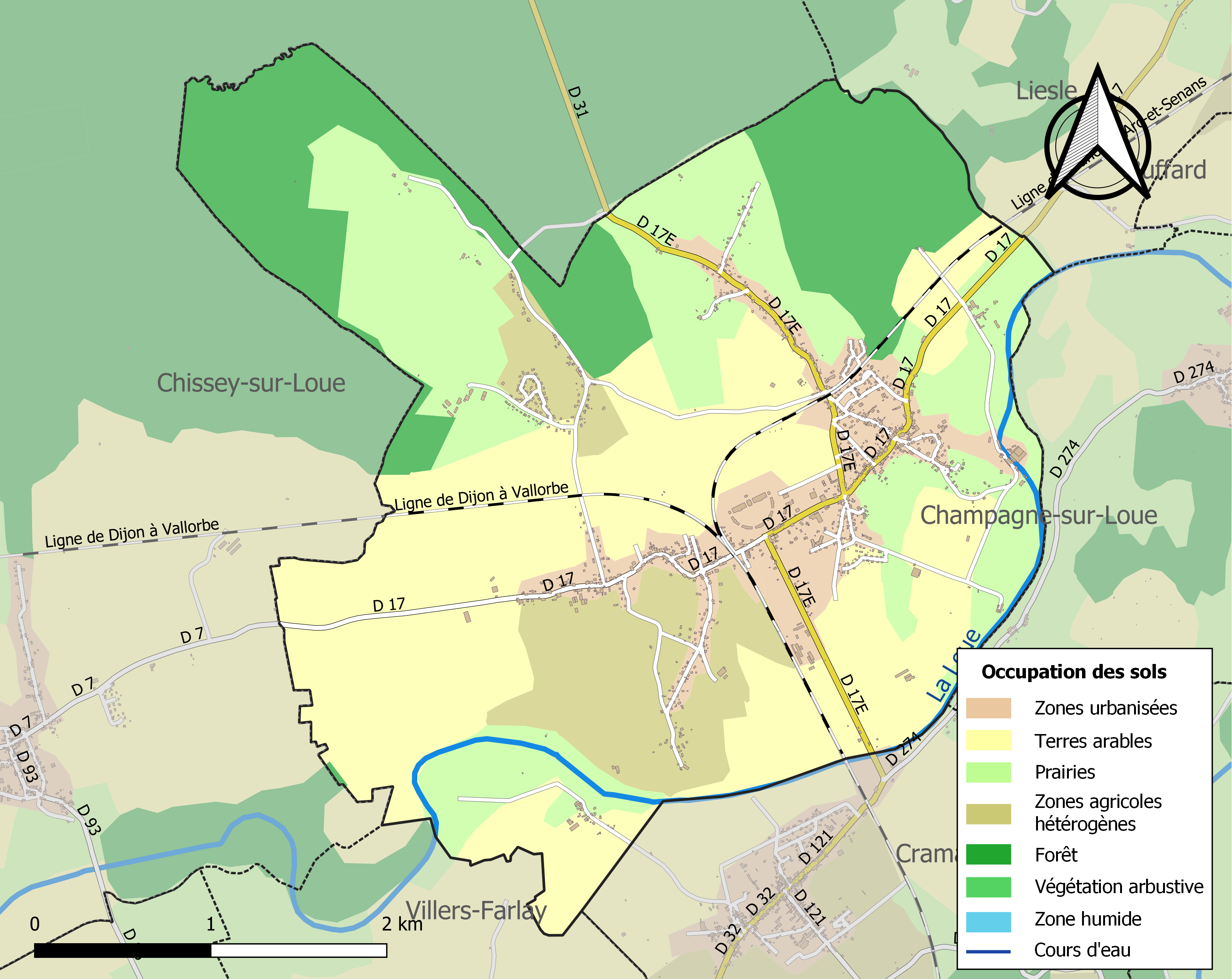
Carte des infrastructures et de l'occupation des sols de la commune en 2018 (CLC).

L'occupation des sols de la commune, telle qu'elle ressort de la base de données européenne d’occupation biophysique des sols Corine Land Cover (CLC), est marquée par l'importance des territoires agricoles (71,7 % en 2018), en diminution par rapport à 1990 (74 %). La répartition détaillée en 2018 est la suivante : terres arables (35,9 %), prairies (25 %), forêts (17,8 %), zones agricoles hétérogènes (10,8 %), zones urbanisées (8,8 %), espaces verts artificialisés, non agricoles (1,7 %). L'évolution de l’occupation des sols de la commune et de ses infrastructures peut être observée sur les différentes représentations cartographiques du territoire : la carte de Cassini (XVIIIe siècle), la carte d'état-major (1820-1866) et les cartes ou photos aériennes de l'IGN pour la période actuelle (1950 à aujourd'hui).

## Toponymie
Ce serait le Petregium (Roche-sur-Loue) cité dans la Chronique de Saint-Bénigne. Arcum en 1049 ; Sonans en 1275 ; Cenans et Arc en Valoye en 1490 ; Arc en Vallois  en 1681.

## Histoire
Des traces d'occupations remontant à l'époque romaine ont été retrouvées, notamment au lieu-dit le Cretot. Des ossements ainsi que des bris de tuiles et de briques sont visibles dans le sol lors de terrassement. L'abbé Letondal, dans son livre Arc et Senans à travers les âges édité en 1927, relate assez complètement l'histoire communale.
Au xiiie siècle, les villages d'Arc et de Senans appartenaient à deux seigneuries différentes, celles de Château Rouillaud et de Roche-sur-Loue, mais appartenaient déjà à la même paroisse (paroisse de Senans, mentionnée en 1275 dans le compte diocésain). La commune d'Arc-et-Senans est créée en 1790 par regroupement des deux villages et de plusieurs hameaux, peu de temps donc après la loi de création des municipalités (14 décembre 1789).
Pendant la seconde guerre mondiale, un camp d'internement de « nomades » est installé à Arc-et-Senans,. Il sera ouvert de septembre 1941 à septembre 1943 ; le 11 septembre 1943, 168 nomades seront dirigés vers le camp de Jargeau dans le Loiret.

## Politique et administration
| Période                                  | Période                     | Identité                                        | Étiquette | Qualité  |
| ---------------------------------------- | --------------------------- | ----------------------------------------------- | --------- | -------- |
| 1995                                     | mars 2008                   | Jean Vaurs                                      |           |          |
| mars 2008                                | En cours (au 1er juin 2020) | Jacques Maurice, Réélu pour le mandat 2020-2026 | PS        | Retraité |
| Les données manquantes sont à compléter. |                             |                                                 |           |          |

## Démographie
Les habitants sont nommés les Arc-et-Senanais.
L'évolution du nombre d'habitants est connue à travers les recensements de la population effectués dans la commune depuis 1793. Pour les communes de moins de 10 000 habitants, une enquête de recensement portant sur toute la population est réalisée tous les cinq ans, les populations de référence des années intermédiaires étant quant à elles estimées par interpolation ou extrapolation. Pour la commune, le premier recensement exhaustif entrant dans le cadre du nouveau dispositif a été réalisé en 2008.

En 2022, la commune comptait 1 621 habitants, en évolution de −0,55 % par rapport à 2016 (Doubs : +1,88 %, France hors Mayotte : +2,11 %).
| 1793  | 1800  | 1806  | 1821  | 1831  | 1836  | 1841  | 1846  | 1851  |
| ----- | ----- | ----- | ----- | ----- | ----- | ----- | ----- | ----- |
| 1 198 | 1 428 | 1 501 | 1 410 | 1 594 | 1 657 | 1 681 | 1 605 | 1 504 |

| 1856  | 1861  | 1866  | 1872  | 1876  | 1881  | 1886  | 1891  | 1896  |
| ----- | ----- | ----- | ----- | ----- | ----- | ----- | ----- | ----- |
| 1 491 | 1 533 | 1 528 | 1 425 | 1 354 | 1 290 | 1 312 | 1 306 | 1 229 |

| 1901  | 1906  | 1911  | 1921  | 1926  | 1931  | 1936  | 1946  | 1954  |
| ----- | ----- | ----- | ----- | ----- | ----- | ----- | ----- | ----- |
| 1 179 | 1 204 | 1 179 | 1 060 | 1 200 | 1 201 | 1 268 | 1 290 | 1 247 |

| 1962  | 1968  | 1975  | 1982  | 1990  | 1999  | 2006  | 2008  | 2013  |
| ----- | ----- | ----- | ----- | ----- | ----- | ----- | ----- | ----- |
| 1 308 | 1 236 | 1 231 | 1 303 | 1 277 | 1 364 | 1 428 | 1 448 | 1 562 |

| 2018  | 2022  | - | - | - | - | - | - | - |
| ----- | ----- | - | - | - | - | - | - | - |
| 1 618 | 1 621 | - | - | - | - | - | - | - |

## Lieux et monuments
Labellisée Cité de Caractère de Bourgogne-Franche-Comté, Arc-et-Senans dispose d'un riche patrimoine: 
- La saline royale d'Arc-et-Senans, monument le plus important de la commune, est inscrite sur la Liste du patrimoine mondial de l'Unesco en 1982[23] ;

- La Graduation de la Saline est inscrite aux monuments historiques français depuis 1991;

- Le château de Roche-sur-Loue était à l'origine un château fort verrouillant un nœud de communication et un gué sur la Loue. En 1756, il est entièrement reconstruit par le marquis de Grammont qui entend en faire une résidence. C'est le château issu de ces travaux que l'on peut voir aujourd'hui. Le corps du bâtiment est flanqué de deux tours carrées au toit à l'impériale.
- Le château est ensuite acquis par Étienne Cyprien Renouärd de Bussierre, receveur des sels de France pour la Suisse. Sa femme et ses trois fils le cèdent  en 1805 à Léonard Caron, maître de forges à Fraisans.
- En 1864, Amédée Caron le transforme une nouvelle fois et implante une activité industrielle dans le domaine. Le château est une propriété privée, il ne se visite pas. Il est classé monument historique depuis 1974.
- Le château d'Arc est plus récent. Il a été construit par M. Chaudois en 1751. Le bâtiment est entouré d'un grand parc de trois hectares protégé par un mur d'enceinte. Il est classé monument historique depuis 1984.

Il existait à Arc un troisième château fort, le Châtel-Rouillaud, mais il a brûlé en 1638. Aujourd'hui, il n'en subsiste que la motte sur laquelle il était bâti.

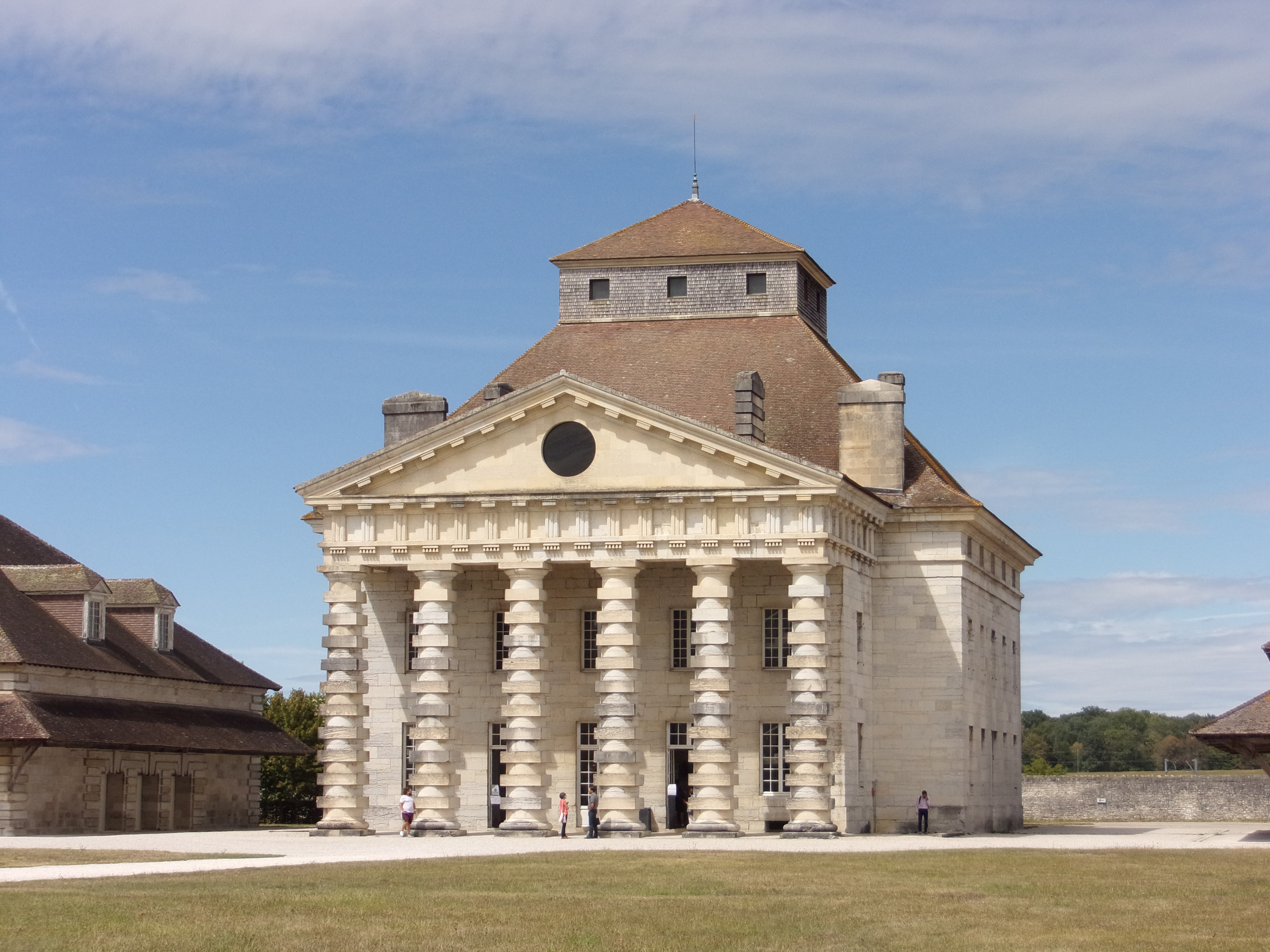
La saline royale - Maison du directeur
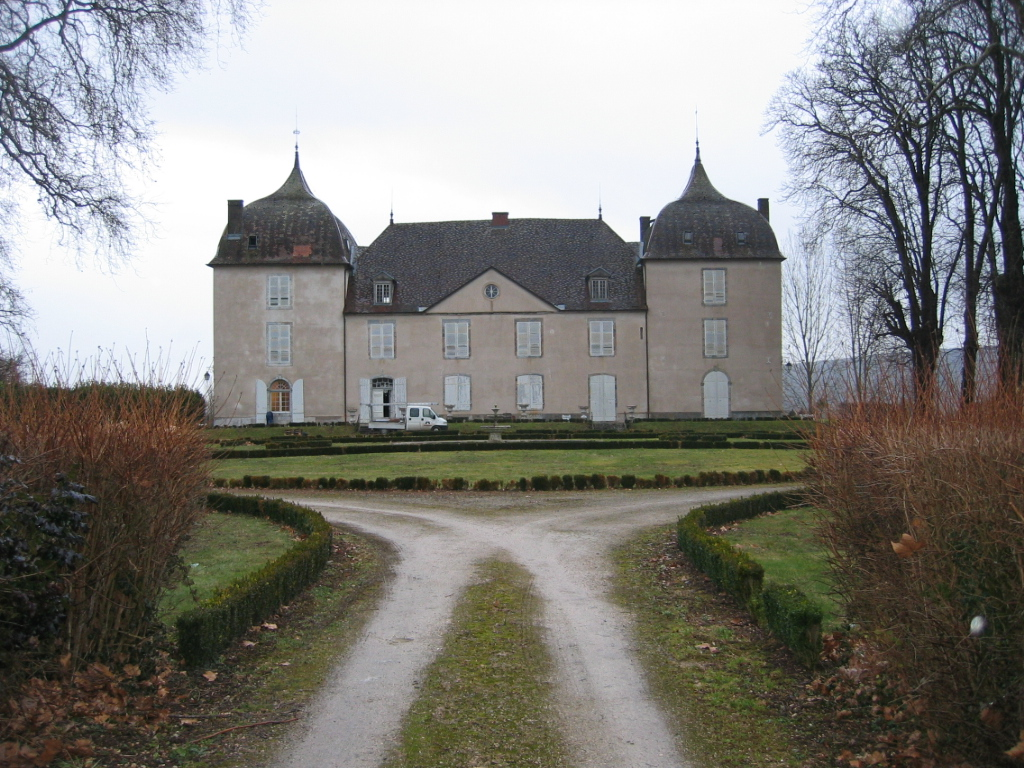
Le château de Roche-sur-Loue.
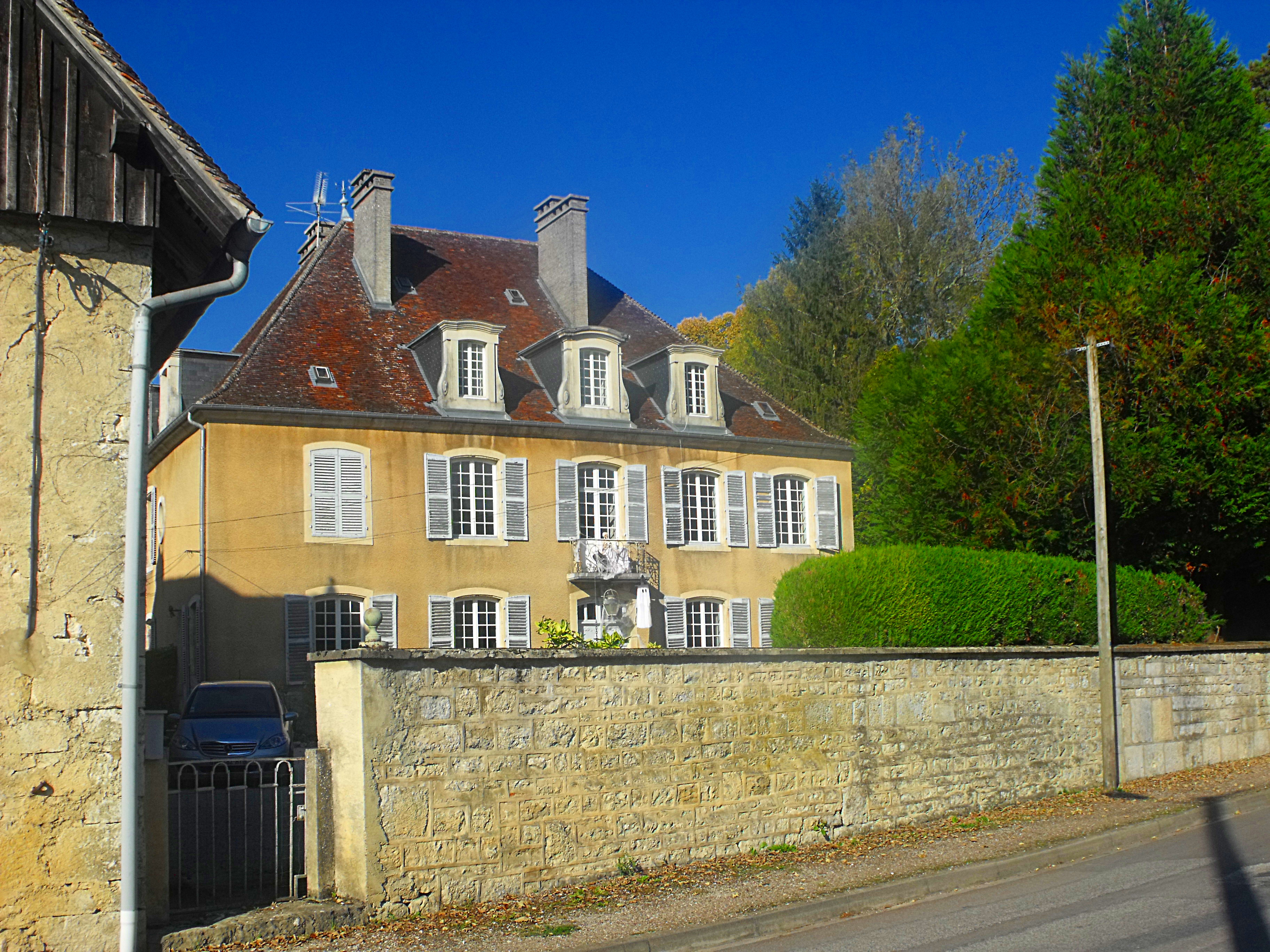
Le château d'Arc.

- L'église Saint-Bénigne: Construite au XIXe siècle dans le style classique, elle abrite plusieurs tableaux admirables. Notamment dix peintures du XVIIe siècle, classées aux monuments historiques. Le clocher a été reconstruit à l'identique en 1921, à la suite d'un incendie dû à un orage. L'église possède deux orgues.
- La chapelle d'Arc a été construite grâce aux dons des paroissiens et consacrée en 1913. Elle est dédiée au Sacré Cœur. Le clocher a été refait, il y a près de 25 ans : les agriculteurs ont financé les travaux en donnant le produit de la vente récente de la laiterie. Une rénovation complète de l'édifice a été réalisée en 1997 par une équipe de bénévoles.
- La chapelle de la Grotte des Essarts[24] a été construite après l'épidémie de choléra de 1854. L'abbé Coutteret avait fait le vœu d'édifier ce monument, si la Vierge Marie protégeait la paroisse. C'est un édifice en pierre de taille situé sur un promontoire naturel, dominant le village et la saline royale. Une procession est organisée chaque 15 août. En 2006, la procession s'est effectuée de nuit à l'aide de flambeaux, la chapelle étant illuminée pour l'occasion, grâce à un groupe électrogène. La commune a rénové cette chapelle par le biais d'une souscription.
- La portière à radeaux du moulin de Toussaint[25] construite en 1856 et restaurée en 2011. Il s'agit d'un passage créé dans la partie haute d'un barrage pour laisser passer les radeaux de bois flottant, mode de transport des agrumes utilisé du Moyen Âge jusqu'à la fin du XIXe siècle[26]. Le reste du temps, ce passage est fermé par un système amovible constitué d'une poutre que l'on soulève grâce à des cordes tirées par des cabestans et des planches de bois verticales appelées aiguilles[27].

Arc-et-Senans possède également une gare ferroviaire SNCF desservie par des TER de la région Franche-Comté.

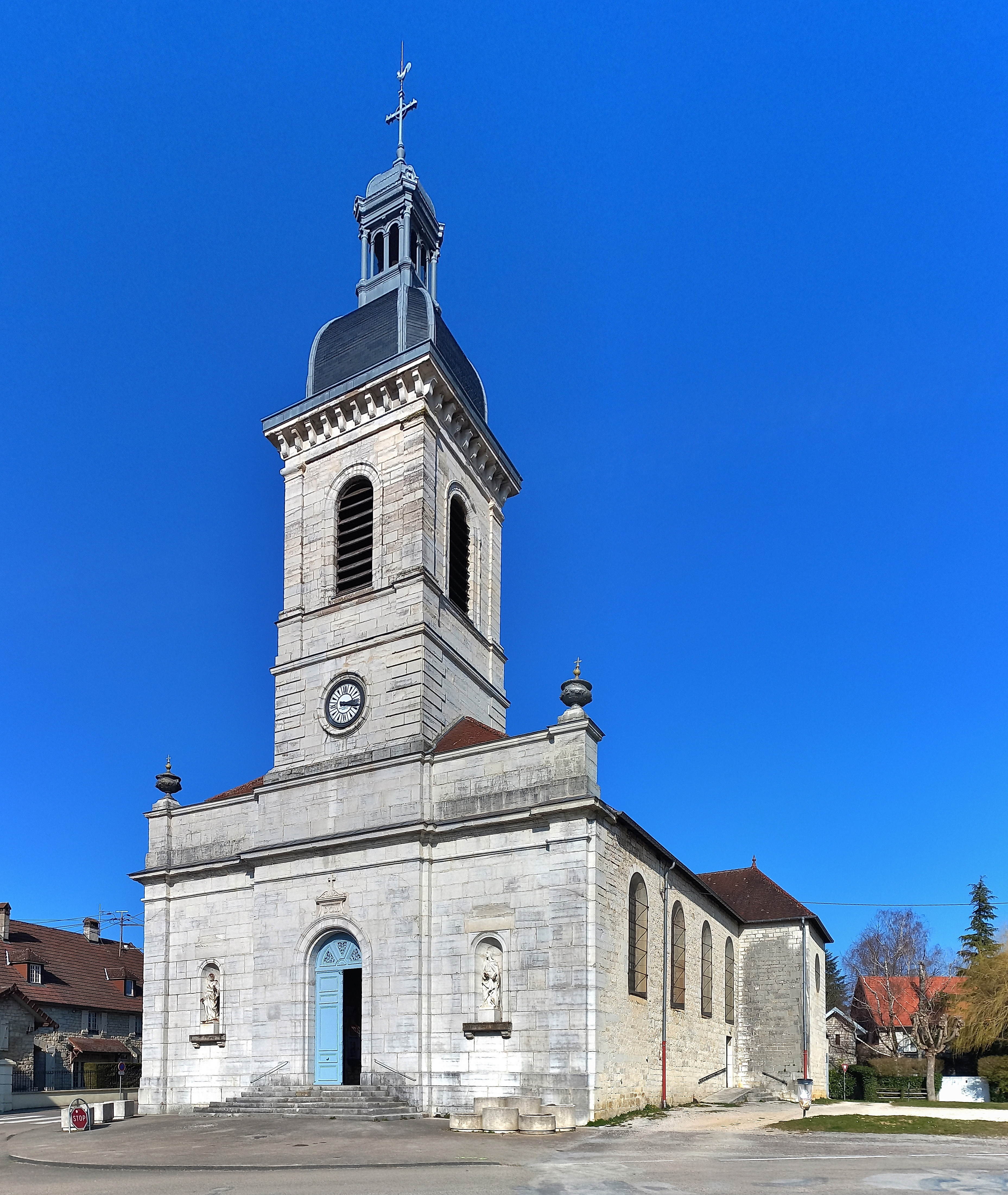
L'église Saint-Bénigne.
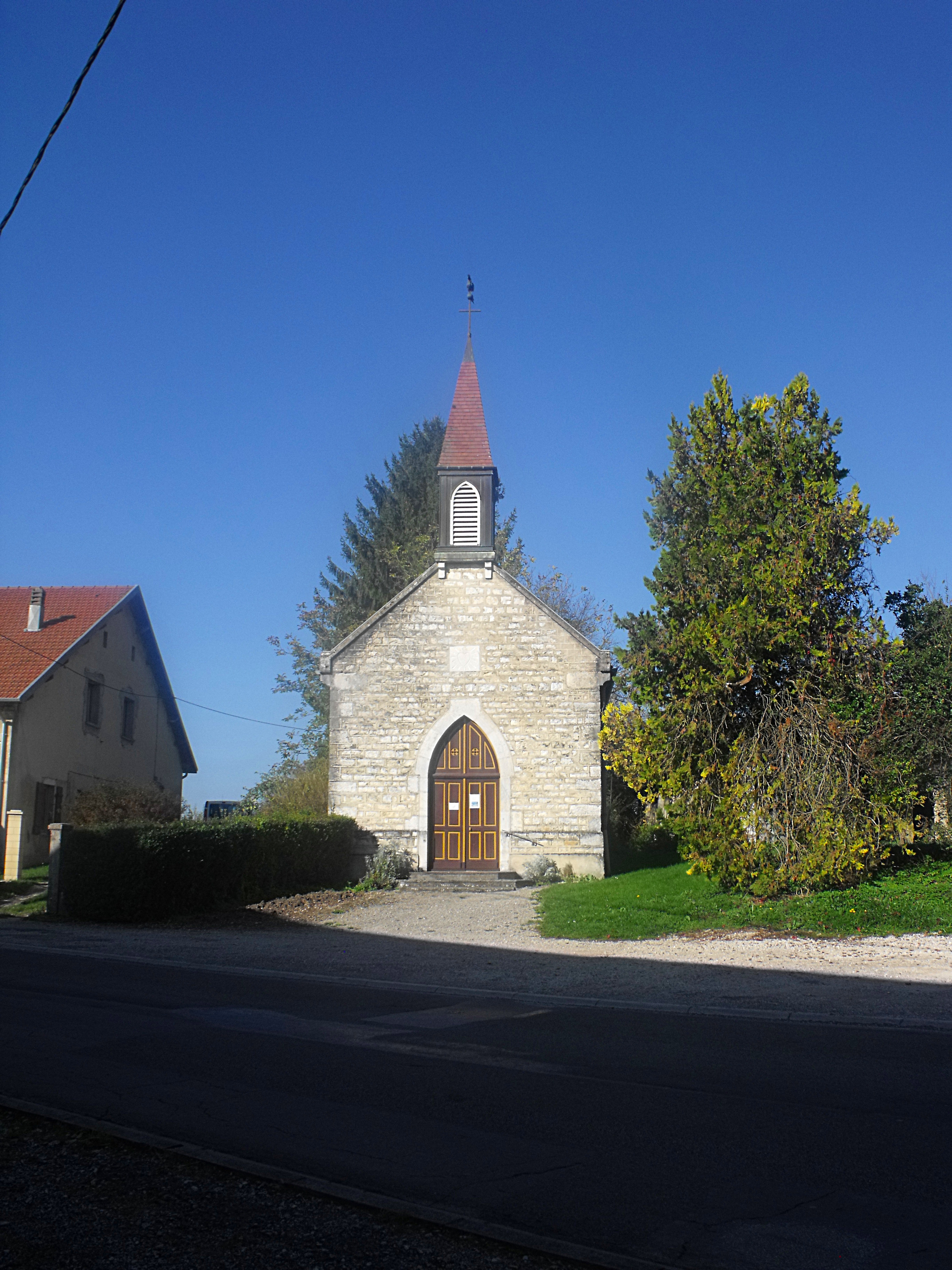
La chapelle d'Arc.
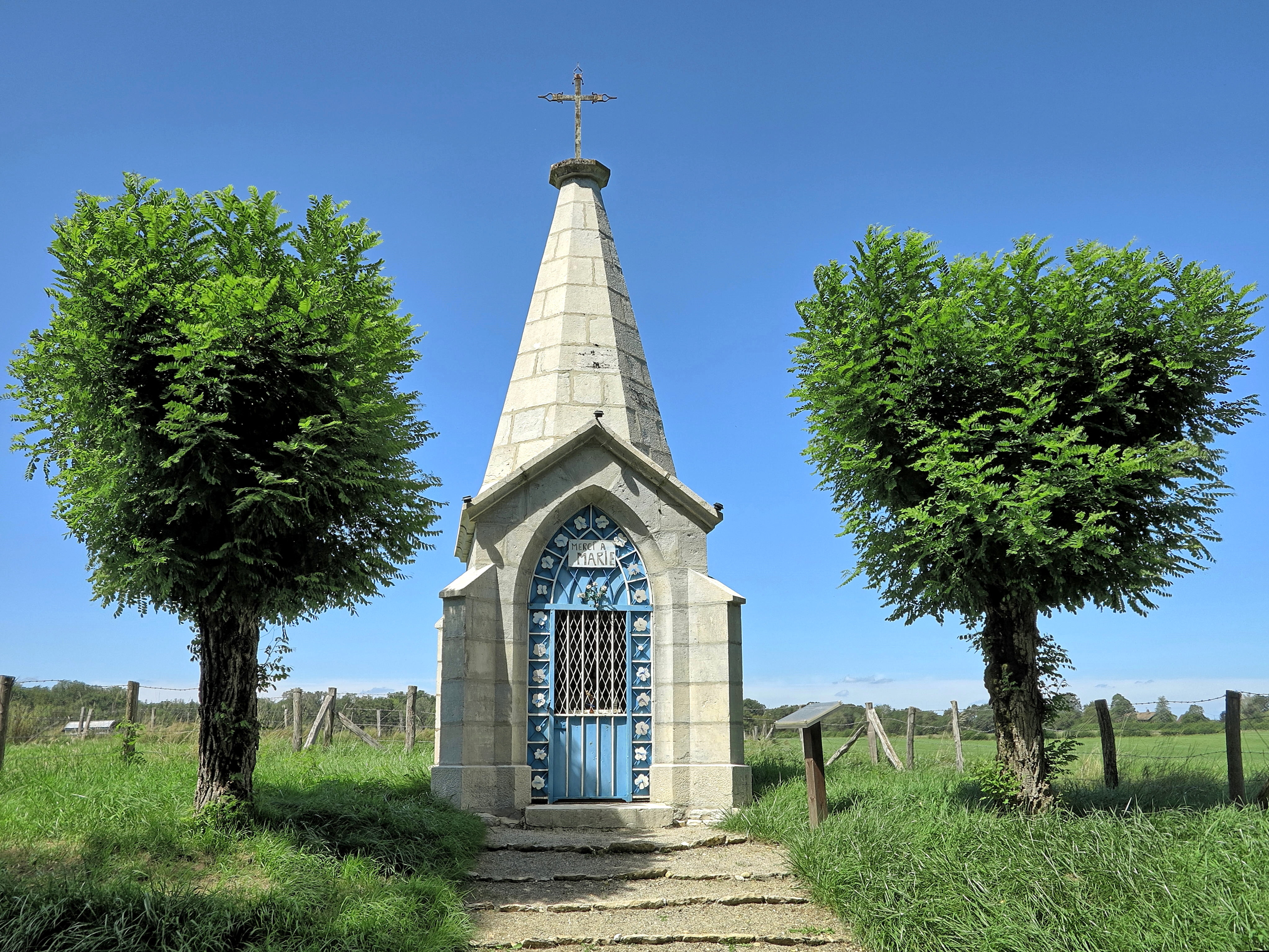
La chapelle de la grotte des Essarts.
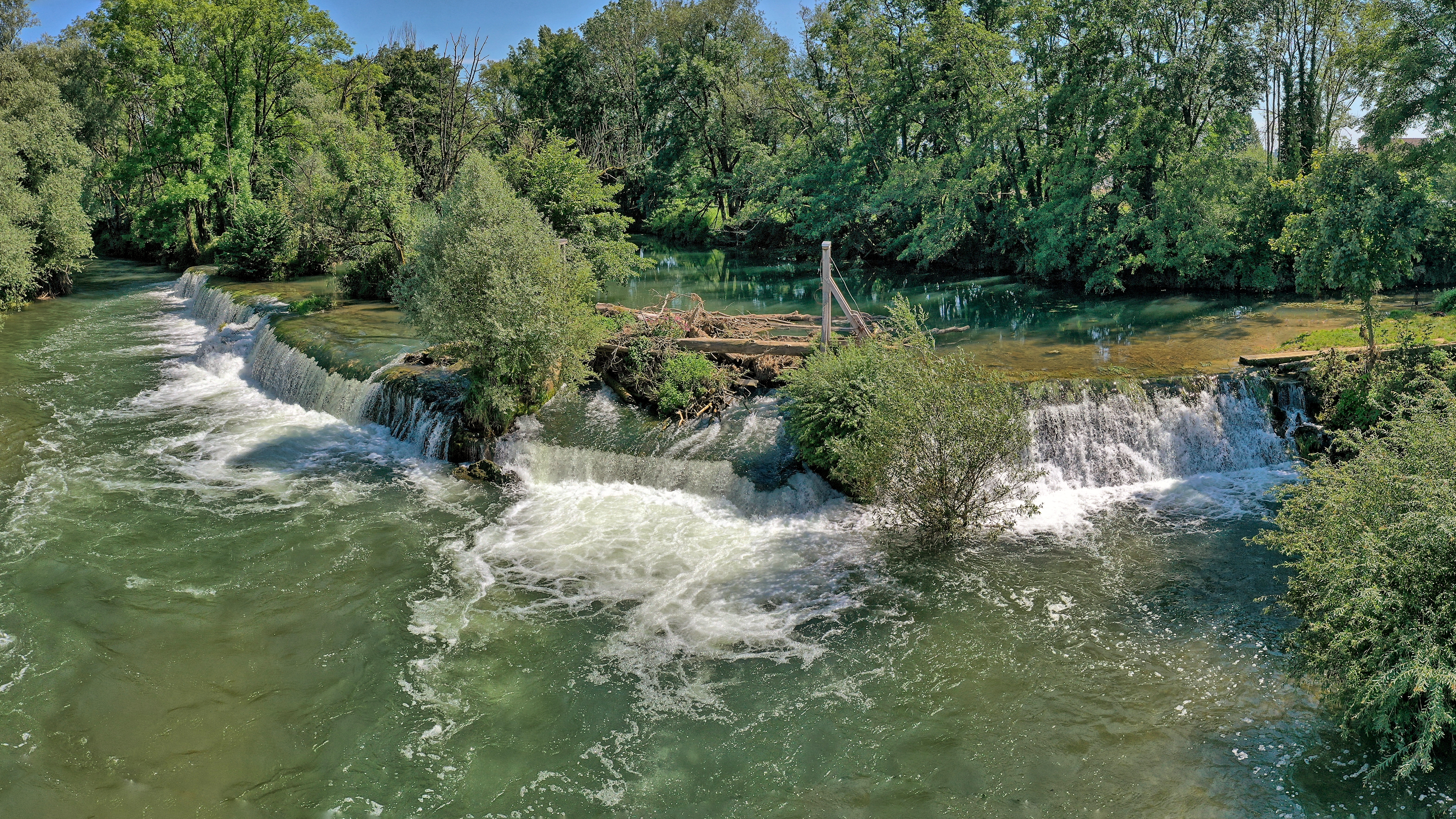
La portière à radeaux du moulin de Toussaint.
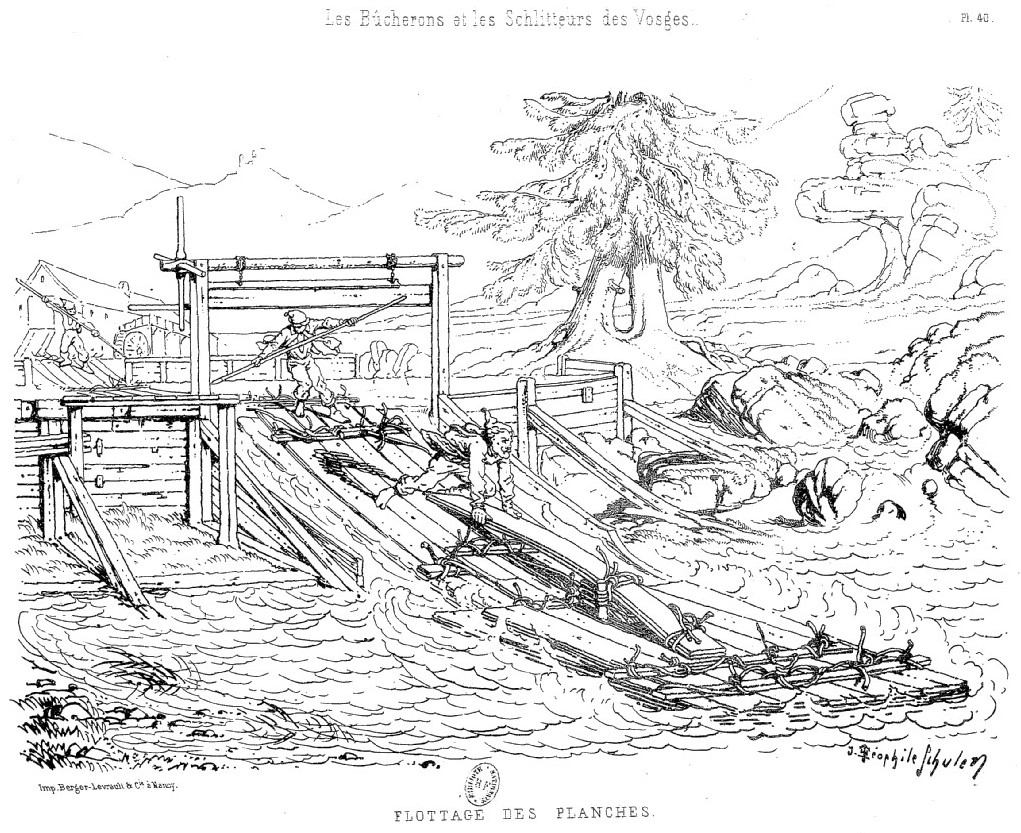
Passage d'une portière (dessin).

## Personnalités liées à la commune
- Jean de Poupet (1512-1564), militaire et diplomate au service de Charles Quint, seigneur d'Arc et Senans
- Claude-Nicolas Ledoux.
- René Caron, 1861-1930, administrateur de la Banque de France, député du Doubs de 1919 à 1924, membre de la commission de l'agriculture et de celle de l'économie et des finances, président du conseil d'administration de l’Eclair Comtois, président de l'Union des catholiques de Besançon, président de l'Union des Syndicats Agricoles du Doubs, président de l’Union des Caisses Rurales et Ouvrières de France, vice-président de la caisse régionale de Bourgogne et de Franche-Comté, vice-président de l’Union Agricole du Centre Est, vice-président de la Société Forestière de l’Est, administrateur de la succursale de la Caisse épargne de Besançon à Arc-et-Senans, membre de la chambre syndicale de l'union centrale des syndicats des agriculteurs de France, membre de la chambre d’agriculture de Besançon, membre de l’Académie des Sciences, Arts et Belles Lettres de Besançon, chevalier de l'ordre pontifical de Saint Grégoire le Grand. Il épousa Anne Marie Jacquard et était le fils d'Amédée Caron, ingénieur des Arts et Manufactures, sous-directeur de l'École Centrale, industriel et propriétaire foncier, et d'Anne Alexandrine Nicolas de Meissas.
- Le père Jean-François Rigaud, né en 1834 dans une famille d'agriculteurs du village. Il intégra les Missions étrangères de Paris et devint prêtre en 1861. Il partit en mission dans le Sichuan oriental (Chine actuelle). Il a été tué le 2 janvier 1869.
- Joseph-Auguste Chevalier, né le 16 mars 1814. Il est ordonné prêtre en 1837 et intègre les Missions étrangères de Paris. Il effectua sa mission en Inde. Le 11 novembre 1873, il fut nommé évêque d'Hiérapolis et vicaire apostolique du Maïssour. Il meurt le 25 mars 1880 d'une pleurésie et est enterré dans le chœur de la cathédrale de Bangalore en Inde.
- Le père Pierre Poncet, né à Arc-et-Senans le 28 avril 1932. Il fit ses études secondaires à l'école de la maîtrise de la cathédrale de Besançon, puis entre au grand séminaire de cette même ville. En 1953, il fit son service militaire et demanda, en 1954, son admission aux Missions étrangères de Paris. En 1956, il fut de nouveau convoqué par l'armée, pour aller en Algérie, servir comme sous-lieutenant pendant quelques mois. Revenu à la rue du Bac à Paris - siège des Missions étrangères de Paris -, il y fut ordonné prêtre, le 2 février 1958 et reçut sa nomination pour le vicariat apostolique de Huế (Centre Viêt Nam). Il mourut à Huế d'une rafale de mitraillette le 13 février 1968, ainsi qu'un autre missionnaire, le père Cressonnier.
- Bernard Jobin, artiste.